# Philadelphia Fury
Philadelphia Fury war ein US-amerikanischer Fußballklub mit Sitz in Philadelphia im Bundesstaat Pennsylvania.

## Geschichte
Bereits von 1978 bis 1980 spielte schon mal eine Mannschaft unter dem Namen in der damaligen NASL. Auch wenn das Franchise danach eingestellt wurde, blieben die Markenrechte über die Jahre erhalten und so wurden sie dann im Jahr 2011 aufgekauft und der Klub wurde neu gegründet. So spielte man ab 2012 in den regionalen Ligen der United States Club Soccer’s National Adult League. Schnell aber schloss man sich dann aber der zu dieser Zeit existierenden American Soccer League an. Im Jahr 2016 versuchte man schließlich dem kurzlebigen Neustart der NASL beizutreten. Da diese kurz danach aber aufgelöst wurde, kam es nicht dazu. Das Ziel einer professionellen Liga beizutreten, verblieb aber und so verkündete man schließlich im Jahr 2019 der NISA beitreten zu wollen.
Dazu kam es dann auch und man trat in der Fall 2019 Saison dem Spielbetrieb bei. Nach einer gespielten Partie zog sich aber der Investor des Klubs zurück und die Mannschaft wurde zurückgezogen. Zwar wollte man dann in der Spring 2020 Saison wieder antreten, dazu kam es jedoch nicht mehr.